# Gare du sanatorium-maritime-de-Zuydcoote
La gare du sanatorium-maritime-de-Zuydcoote est une halte ferroviaire française, fermée et détruite, de la ligne de Dunkerque-Locale à Bray-Dunes, située à proximité de l'hôpital maritime de Zuydcoote (anciennement sanatorium maritime), sur le territoire de la commune de Zuydcoote, dans le département du Nord, en région Hauts-de-France.
Située sur une section de ligne non exploitée, la halte est fermée en 1992, puis détruite en 2021.

## Situation ferroviaire
Établie à 6 mètres d'altitude, la halte du sanatorium-maritime-de-Zuydcoote était située au point kilométrique (PK) 314,142 de la ligne de Dunkerque-Locale à Bray-Dunes entre les gares de Leffrinckoucke et de Zuydcoote.

## Histoire
Le Sanatorium maritime de Zuydcoote, datant du début du XXe siècle, était reliée aux gares de Dunkerque et de La Panne (en Belgique) par une voie ferrée unique d'environ 17 kilomètres de long. Il n'y a plus de trafic voyageurs depuis 1992.
En 1906, des congressistes viennent visiter le sanatorium, leur train spécial s'arrête à la halte.

## Patrimoine ferroviaire

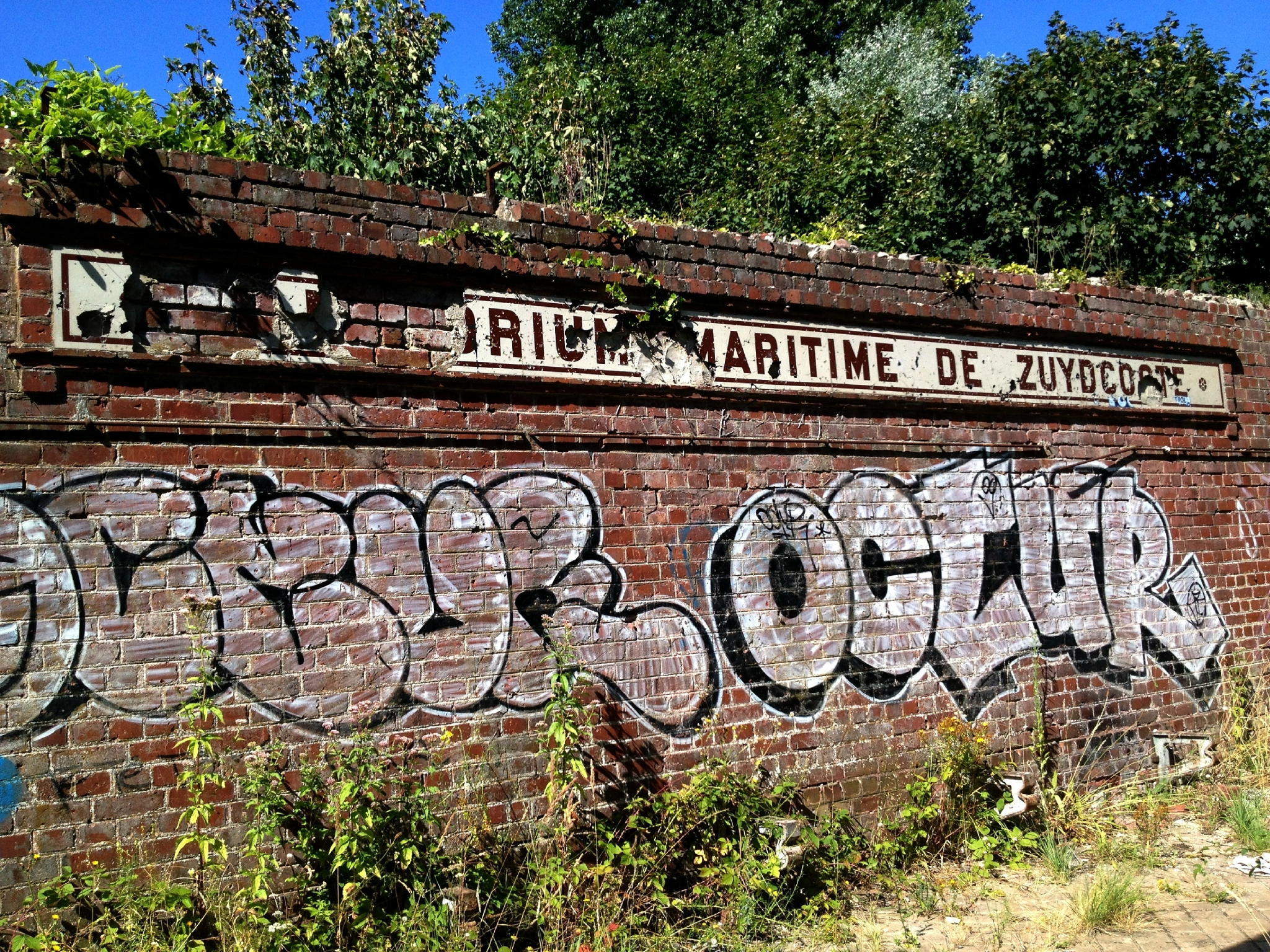
Vestige de la halte en 2013, détruite en 2021.

L'ancienne halte est fermée, puis abandonnée.
Le 20 juillet 2021 vers 8h du matin, la halte est détruite par une entreprise spécialisée sous commande de la SNCF qui donne pour raison la fragilité et donc la dangerosité de la structure pour les personnes. Cette destruction pose un problème car la halte, d'après le cadastre, n'appartient pas à la SNCF mais au sanatorium de Zuydcoote qui n'a jamais donné son autorisation pour cette démolition. La ville de Zuydcoote n'a jamais reçu de demande d'autorisation pour cette opération de la part de la SNCF ou de tout autre organisme. Face à ces nombreux manquements, trois plaintes sont déposées : une pour absence de permis de démolir par la mairie de Zuydcoote, une par le sanatorium propriétaire de la halte et une par la communauté urbaine de Dunkerque pour violation d'un site classé,.